# Amt Unterspreewald (1992–2012)
Amt Unterspreewald (dolnołuż.  Amt Dolne Błota) – dawny związek gmin w Niemczech, leżący w kraju związkowym Brandenburgia, w powiecie Dahme-Spreewald. Siedziba urzędu znajdowała się w miejscowości Schönwald.
W skład związku gmin wchodziło sześć gmin:
1. Bersteland
2. Krausnick-Groß Wasserburg (dolnołuż. Kšušwica-Wódowy Grod)
3. Rietzneuendorf-Staakow (dolnołuż. Nowa Wjas psi rece-Stoki)
4. Schlepzig (dolnołuż. Slopišća)
5. Schönwald (dolnołuż. Bely Gózd)
6. Unterspreewald (dolnołuż. Dolna Błota)

1 stycznia 2013 został połączony z Amt Golßener Land tworząc nowy związek pod nazwą Amt Unterspreewald.